# Віллібальд Уц
Віллібальд «Віллі» Уц (нім. Willibald «Willi» Utz; 20 січня 1893, Фурт-ім-Вальд — 20 квітня 1954, Бад-Райхенгалль) — німецький воєначальник, генерал-лейтенант вермахту (1 лютого 1944). Кавалер Лицарського хреста Залізного хреста.

## Біографія
Учасник Першої світової війни. Після демобілізації армії залишений у рейхсвері. З 28 серпня 1939 року — командир 100-го гірського полку 5-ї гірської дивізії. 10 лютого 1943 року відправлений у резерв. З 25 квітня 1943 року виконував обов'язки командира 100-ї єгерської дивізії, з 1 липня 1943 року — командир дивізії. 1 січня 1945 року знову відправлений у резерв.

## Нагороди

### Перша світова війна
- Залізний хрест 2-го і 1-го класу
- Орден «За хоробрість» 3-го ступеня, 1-й клас (Болгарія)
- Нагрудний знак «За поранення» в чорному

### Міжвоєнний період
- Почесний хрест ветерана війни з мечами
- Медаль «За вислугу років у Вермахті» 4-го, 3-го, 2-го і 1-го класу (25 років)
- Німецький Олімпійський знак 1-го класу

### Друга світова війна
- Застібка до Залізного хреста 2-го і 1-го класу (1 жовтня 1939) — отримав 2 нагороди одночасно.
- Відзначений у Вермахтберіхт
  - «Вирішальний внесок у проведення операції на Криті здійснили командир гірської дивізії генерал-майор Рінгель, а також командири гірських полків оберсти Уц, Яйс і Кракау та командир гірського артилерійського полку оберст-лейтенант Віттманн разом із своїми підлеглими.» (11 червня 1941)
- Лицарський хрест Залізного хреста (21 червня 1941)
- Медаль «За зимову кампанію на Сході 1941/42» (7 серпня 1942)
- Нарукавна стрічка «Крит» (31 грудня 1942)
- Німецький хрест в золоті (22 березня 1945)